# Setaria magna
Setaria magna là một loài thực vật có hoa trong họ Hòa thảo. Loài này được Griseb. miêu tả khoa học đầu tiên năm 1864.